# Piero Golin
Piero Golin (Torino, 4 settembre 1928) è un ex calciatore italiano, di ruolo attaccante.

## Caratteristiche tecniche
In possesso di un buon bagaglio tecnico, ricopriva spesso il ruolo di fantasista.

## Carriera

### Giocatore

#### Gli inizi e le stagioni al Cagliari
Cresciuto nelle giovanili del Torino, esordì tra i semi professionisti nel 1947 con la Carrarese siglando una rete in 31 presenze. Dopo una stagione trascorsa all'Asti, venne acquistato dal Cagliari al tempo militante in Serie C. Nel 1951-1952 con 28 presenze e 5 reti fu tra gli artefici della promozione in Serie B dei sardi.
Nel 1952-1953 visse una stagione da protagonista, siglando undici reti in 33 presenze (tra cui una tripletta contro il Verona il 18 gennaio 1953) e risultando il secondo marcatore rossoblù dietro Erminio Bercarich. Nel 1953-1954 giocò meno gare (19, con 7 reti all'attivo) ma fu protagonista dell'ultima gara di campionato, decisiva per la promozione in Serie A: il 30 maggio 1954 si giocò infatti l'ultima gara di campionato contro il Pavia (terminata 0-0) e fu proprio Golin a sbagliare il rigore del possibile vantaggio isolano, portando il Cagliari allo spareggio (perso sette giorni dopo) contro la Pro Patria.

#### Gli anni al Napoli
Messosi in luce per le sue doti offensive, fu acquistato dal Napoli in Serie A nella stagione 1954-1955. Con i partenopei alla sua prima stagione, in una squadra che schierava nel suo reparto Hasse Jeppson, Amedeo Amadei e Giancarlo Vitali, timbrò 6 presenze segnando 4 gol, tutti consecutivamente: il 6 marzo 1955 a Milano in Milan-Napoli (1-1), in casa il 13 marzo 1955 in Napoli-Roma (2-0), di nuovo in casa il 20 marzo in Napoli-Juventus (1-1) ed infine a Novara il 3 aprile 1955 in Novara-Napoli (2-1); al termine della stagione la squadra si piazzò al sesto posto nella classifica finale. L'anno successivo la squadra si rinforzò con l'arrivo di Vinicio e le presenze di Golin furono 7 ed i gol uno, nella gara disputata in campo neutro a Lucca il 13 maggio 1956 contro la Triestina, vinta dai partenopei per 3-2.

#### Gli ultimi anni di carriera
Nel 1956 venne ceduto al Padova, sempre nella massima serie, con cui totalizzò nella stagione 1956-1957 19 presenze e quattro reti.
Ormai trentenne, decise di scendere di categoria disputando una stagione all'Asti (1958-1959, la seconda dopo quella degli esordi) e chiudendo la sua carriera la stagione seguente al Chieti.

## Statistiche

### Presenze e reti nei club
| Stagione        | Squadra         | Campionato      | Campionato | Campionato |
| Stagione        | Squadra         | Comp            | Pres       | Reti       |
| --------------- | --------------- | --------------- | ---------- | ---------- |
| 1947-1948       | Carrarese       | C               | 31         | 1          |
| 1949-1950       | Asti            | C               | 36         | 10         |
| 1950-1951       | Cagliari        | C               | 26         | 6          |
| 1951-1952       | Cagliari        | C               | 29         | 5          |
| 1952-1953       | Cagliari        | B               | 33         | 11         |
| 1953-1954       | Cagliari        | B               | 19         | 7          |
| Totale Cagliari | Totale Cagliari | Totale Cagliari | 106        | 29         |
| 1954-1955       | Napoli          | A               | 6          | 4          |
| 1955-1956       | Napoli          | A               | 7          | 1          |
| Totale Napoli   | Totale Napoli   | Totale Napoli   | 13         | 5          |
| 1956-1957       | Padova          | A               | 19         | 4          |
| 1957-1958       | Padova          | A               | 0          | 0          |
| Totale Padova   | Totale Padova   | Totale Padova   | 19         | 4          |
| 1958-1959       | Asti            | IV              | 31         | 6          |
| Totale Asti     | Totale Asti     | Totale Asti     | 67         | 16         |
| 1959-1960       | Chieti          | C               | 6          | 0          |
| Totale carriera | Totale carriera | Totale carriera | 242        | 52         |

## Palmarès

### Club

#### Competizioni nazionali
- Serie C: 1

Cagliari: 1951-1952